# Liste der Museen im Kreis Düren
Die Liste der Museen im Kreis Düren umfasst Museen im Kreis Düren, die unter anderem die Heimatgeschichte und die Technikgeschichte zum Schwerpunkt haben.

## Liste
| Bezeichnung                                             | Ortschaft   | Anmerkung | Bild |
| ------------------------------------------------------- | ----------- | --- | ---- |
| Bergbaumuseum                                           | Aldenhoven  | Museum über den Steinkohlebergbau, insbesondere in der Grube Emil Mayrisch |      |
| Schützenmuseum Aldenhoven                               | Aldenhoven  | Das Schützen- und Heimatmuseum zeigt unter anderem die Geschichte des Schützenwesens in der Gemeinde.                                                                                           |      |
| Dürener Karnevalsmuseum                                 | Düren       | |      |
| Leopold-Hoesch-Museum                                   | Düren       | Ein großes Kunstmuseum im Stadtkern |      |
| Papiermuseum Düren                                      | Düren       | Gezeigt wird die Geschichte und die Herstellung des Papiers |      |
| Stadtmuseum Düren                                       | Düren       | Ein Museum zur Stadtgeschichte |      |
| Portable Art Museum                                     | Düren       | Das weltweit größte Museum über Tragetaschen und Tüten |      |
| Feuerwehrmuseum                                         | Düren       | Die Sammlung eines Feuerwehrmannes |      |
| Museum Zitadelle                                        | Jülich      | Gezeigt wird die Geschichte der Zitadelle |      |
| Stadtgeschichtliches Museum Jülich                      | Jülich      | Ein Museum zur Stadtgeschichte |      |
| RWE Industriemuseum                                     | Heimbach    | Es werden alte elektrische Haushaltsgeräte und das Kraftwerk gezeigt |      |
| DKB-Zeitreise                                           | Heimbach    | Museum zur Geschichte der Dürener Kreisbahn und der Rurtalbahn |      |
| Museum Hürtgenwald 1944                                 | Hürtgenwald | Es wird an die schweren Schlachten im Hürtgenwald im Zweiten Weltkrieg erinnert |      |
| Museum Hürtgenwald 1944                                 | Hürtgenwald | Es werden Kunstwerke der Künstlergruppe Kölner Progressive gezeigt |      |
| Ortsgeschichtliches Museum Inden                        | Inden       | Ein Heimatmuseum |      |
| Töpfereimuseum Langerwehe                               | Langerwehe  | Die Geschichte des Tonabbaus und der Töpferei |      |
| Deutsches Glasmalerei-Museum                            | Linnich     | Das einzige Museum in Deutschland zur Geschichte der Glasmalerei |      |
| Heimatmuseum Linnich                                    | Linnich     | Ein Heimatmuseum |      |
| Heimatmuseum Merzenich                                  | Merzenich   | Ein Heimatmuseum |      |
| Burgenmuseum (Nideggen)                                 | Nideggen    | Die Burgen in der Umgebung und das Leben auf einer Burg werden gezeigt. |      |
| Heimatmuseum Haus Horn                                  | Niederzier  | Ein Heimatmuseum mit ständig wechselnden Ausstellungen |      |
| Museum Europäischer Kunst (früheres Museum Arno Breker) | Nörvenich   | Privates Kunstmuseum im Schloss Nörvenich, Arno Breker und seinem Freundeskreis gewidmet (entstand noch zu Lebzeiten Brekers als sein Privatmuseum)                                             |      |
| LVR Kulterhaus Landsynagoge Rödingen                    | Rödingen    | In einer der wenigen erhaltenen Landsynagogen im Rheinland befindet sich eine Dauerausstellung. Das Kulturhaus präsentiert ein breites kulturelles Veranstaltungsprogramm zum Thema "Judentum". |      |